# Ares Galaxy
Pour les articles homonymes, voir Ares (homonymie).
Ares Galaxy est un logiciel libre de peer-to-peer (P2P) intégrant la technologie DHT et fonctionnant sur son propre réseau décentralisé.
Un réseau décentralisé n'utilise pas de serveur « central », seuls les utilisateurs permettent au réseau de fonctionner en activant le mode « supernode » sur le logiciel.
Ares ne contient aucun logiciel espion (spyware) et aucune publicité.
Ares est un logiciel communautaire qui possède un système de salons type IRC décentralisés car hébergés par les utilisateurs eux-mêmes.
Ares permet de partager tous types de fichiers, écouter des musiques, visionner des vidéos, entrer en contact avec d'autres personnes sur les salons de discussion et créer votre propre communauté, ce qui explique notamment qu'il y ait très peu de sites communautaires à son sujet. L'atout majeur d'Ares est sa simplicité d'utilisation et ses multiples fonctionnalités.
Il dispose notamment d'un lecteur multimédia, d'un lecteur de radio, d'une bibliothèque intégrée qui classera vos fichiers selon leur type(audio, vidéo, document, etc.) et d'un navigateur assez sommaire.
Ares est aussi un logiciel mis à disposition sous la licence GPLv2 (General Public License), grâce à cela Ares s'est évité de nombreuses poursuites judiciaires notamment en rendant publiques les sources du logiciel et du réseau même.
À noter: 
- La version 1.9.4 bénéficie de la mise en place du protocole BitTorrent
- Et depuis la version 1.9.9 Ares utilise un protocole de Webradio expérimental